# ارس هالیسکو
ارس هالیسکو (نام علمی: Juniperus jaliscana) نام یک گونه از سرده ارس است.